# Detrás de un largo muro
Detrás de un largo muro es una película de Argentina en CinemaScope y blanco y negro dirigida por Lucas Demare según el guion de Sixto Pondal Ríos que se estrenó el 3 de julio de 1958 y que tuvo como protagonistas a Lautaro Murúa, Susana Campos, Mario Passano y Ricardo Argemí.

## Sinopsis
Una joven y su padre que dejan el campo para tentar suerte en la ciudad se instalan en una villa de emergencia y llevan una vida miserable.

## Reparto
- Lautaro Murúa …Pedro Maidana
- Susana Campos …Rosita
- Mario Passano …Andrés
- Ricardo Argemí …Don Dionisio
- Gloria Ferrandiz …Doña Angélica
- Inés Moreno …Teresa
- Marisa Núñez …Matilde
- Cayetano Biondo …Comprador de repuestos
- Rolando Dumas …Amigo 1 de Pedro
- Alberto Barcel …Comisario
- Félix Rivero …Zenón
- Rita Montesi …Mujer en baile
- Olga Madero
- Jorge Palaz
- Warly Ceriani …Bautista
- Yamandú Di Paula …Eusebio
- Francisco Audenino
- Rafael Diserio …Funcionario
- Juan Alberto Mateyko
- Beto Gianola …Conrado
- Enrique Kossi …Policía 1
- Leandro Battilana
- Jorge Villalba …Amigo 2 de Pedro
- María Ferez
- Mario Cossa
- Luis Orbegoso …Hombre en bomba de agua
- Juan Carlos Copes
- María Nieves
- Eduardo Humberto Nóbili …Policía 2
- Domingo Garibotto …Viejo en bomba de agua

## Comentarios
La Razón dijo:

”Tema trillado; serio trabajo de Demare y ajustada interpretación. Alegato contra la dolorosa existencia en las villas miseria…Una valoración especial merece la interpretación de L. Murúa.”

Por su parte Manrupe y Portela escriben:

”Entretenida, con aciertos en la descripción y apuntes del costumbrismo.”